# Потшебово (Лещинський повіт)
Потшебово (пол. Potrzebowo) — село в Польщі, у гміні Вієво Лещинського повіту Великопольського воєводства.
Населення — 389 осіб (2011).
У 1975-1998 роках село належало до Лешненського воєводства.

## Демографія
Демографічна структура станом на 31 березня 2011 року:
|          | Загалом | Допрацездатний вік | Працездатний вік | Постпрацездатний вік |
| -------- | ------- | ------------------ | ---------------- | -------------------- |
| Чоловіки | 199     | 59                 | 125              | 15                   |
| Жінки    | 190     | 56                 | 106              | 28                   |
| Разом    | 389     | 115                | 231              | 43                   |